# Werner Lange (Fußballspieler)
Werner Lange (* 18. Juli 1936) ist ein ehemaliger deutscher Fußballspieler.

## Spielerkarriere
Seine ersten Schritte im Fußball machte Werner Lange beim Reinickendorfer Verein RFC Libertas, welchen er im Alter von 13 Jahren in Richtung Wacker 04 Berlin verließ. Dort wurde er mit 18 Jahren dann auch in die erste Mannschaft befördert. Nachdem er in seiner ersten Oberliga-Saison noch Eingewöhnungsprobleme hatte, erkämpfte er sich in der zweiten Saison einen Stammplatz. Seine guten Leistungen blieben auch den Verantwortlichen von Hertha BSC nicht verborgen und so erfolgte der Wechsel nach Gesundbrunnen 1956.
Bei den Blau-Weißen führte sich Lange gleich sehr gut ein, als er am 1. Spieltag in der 85. Minute zum 3:2 gegen Union 06 traf. Auch wenn ihm im Laufe der Saison noch vier weitere Treffer gelangen, bestand seine Hauptaufgabe als Außenstürmer hauptsächlich darin, die Mittelstürmer mit Flanken zu versorgen. Dies gelang Lange auch überaus gut, so dass in Helmut Faeder (18 Tore), Klaus Taube (14) und Horst Thiel (11) gleich drei seiner Mitspieler zweistellig trafen. Letztendlich war es diese starke Sturmreihe, die die Herthaner vor Tennis Borussia zur Berliner Meisterschaft führte. Dadurch wurde die Endrunde um die deutsche Meisterschaft 1957 erreicht, in welcher mit einem 1:14-Debakel beim 1. FC Kaiserslautern gleich zum Auftakt sämtliche Chancen auf ein Weiterkommen begraben werden mussten. Dabei hatten die Berliner bereits nach zehn Minuten durch einen Treffer von Lange in Front gelegen. Anschließend wurden auch die Partien gegen Kickers Offenbach (1:3) und Borussia Dortmund (1:2) verloren.
Von diesem Schock erholte sich Hertha BSC für längere Zeit nicht und so lief man auch im Alltagsgeschäft Oberliga den Gegnern hinterher und hatte mit der Titelvergabe meist nichts zu tun. Erst in der Spielzeit 1960/61 konnte Tasmania 1900 distanziert werden und so der Titelgewinn zelebriert werden. In der Endrunde um die deutsche Meisterschaft 1961 konnte die von Hanne Sobek trainierte Elf allerdings wieder nicht mit der nationalen Konkurrenz mithalten. Lediglich beim 1. FC Köln konnte ein 4:3-Sieg errungen werden, bei dem Lange zwei Treffer gelangen. Auch im letzten Spiel gegen den späteren Deutschen Meister 1. FC Nürnberg war es Lange, der durch seinen späten Ausgleichstreffer zum 3:3 enormen Anteil am zweiten Punktgewinn hatte.
1961/62 verpasste Hertha dann jedoch die Titelverteidigung und musste sich diesmal knapp Tasmania geschlagen geben. Doch schon in der folgenden Saison konnte der Spieß dank sensationeller 41 Treffer von Hans-Joachim Altendorff umgedreht werden. Dadurch durften die Berliner an der DM-Endrunde 1963 teilnehmen, in der man zum Auftakt auf Kaiserslautern traf. Langes Treffer aus der 57. Minute wurde allerdings postwendend ausgeglichen. Die Gruppenphase wurde als Dritter beendet und so erneut der Final-Einzug verpasst.
Als 1963 die 1. Bundesliga eingeführt wurde und Hertha als Gründungsmitglied benannt wurde, verließ Lange die Alte Dame, da er sich für seinen Beruf als Feuerwehrmann und gegen die Profikarriere entschied. Bei Hertha BSC bestritt er 136 Partien in der Oberliga, womit er in der vereinsinternen Rangliste auf Platz vier hinter Günter Schüler (223), Helmut Faeder (218) und Hans-Günter Schimmöller (181) liegt.
So wechselte er zum Spandauer SV in die Regionalliga Berlin. Dort gehörte er mit 122 Einsätzen sechs Jahre lang zu den festen Größen. Da der Verein aber nie oben mitspielte, verschwand Werner Lange gänzlich aus dem Dunstkreis der B-Nationalmannschaft, bei der er einige Male im erweiterten Kreis stand. 1969 beendete Werner Lange dann seine Fußballkarriere und konzentrierte sich vollständig auf seine Tätigkeit als Feuerwehrmann.

## Erfolge
- Berliner Meister: 1957, 1961, 1963
- Berliner Pokalsieger: 1959, 1960